# Интабуети
Интабуети (груз. ინტაბუეთი) — село в Грузии, на территории Чохатаурского муниципалитета края (мхаре) Гурия.

## География
Село находится в западной части Грузии, к востоку от реки Губазеули, на расстоянии приблизительно 2 километров (по прямой) к юго-юго-западу от посёлка городского типа Чохатаури, административного центра муниципалитета. Абсолютная высота — 247 метров над уровнем моря.

## Население
По результатам официальной переписи населения 2014 года, в Интабуети проживал 191 человек (96 мужчин и 95 женщин). В национальной структуре населения грузины составляли 97,9 %, армяне — 0,5 %, греки — 0,5 %, осетины — 0,5 %, русские — 0,5 % .
| Год  | Население, человек |
| ---- | ------------------ |
| 2002 | 286                |
| 2014 | ↘ 191              |